# José Geraldo Oliveira do Valle
José Geraldo Oliveira do Valle CSS (* 3. Dezember 1929 in Leme, Brasilien) ist ein römisch-katholischer Ordensgeistlicher und Altbischof von Guaxupé.

## Leben
José Geraldo Oliveira do Valle trat der Ordensgemeinschaft der Stigmatiner bei und empfing am 10. Januar 1954 die Priesterweihe.
Papst Johannes Paul II. ernannte ihn am 10. Mai 1982 zum ersten Bischof von Almenara. Der Koadjutorerzbischof von Vitória, Silvestre Luís Scandián SVD, spendete ihm am 23. Juli desselben Jahres die Bischofsweihe; Mitkonsekratoren waren José Lambert Filho CSS, Bischof von Sorocaba, und Antônio Alberto Guimarães Rezende CSS, Bischof von Caetité.
Am 31. August 1988 wurde er zum Koadjutorbischof von Guaxupé ernannt. Mit dem Rücktritt José Alberto Lopes de Castro Pintos folgte er ihm am 14. September 1989 als Bischof von Guaxupé nach. Am 19. April 2006 nahm Papst Benedikt XVI. seinen altersbedingten Rücktritt an.